# Candelabrum australe
Candelabrum australe är en nässeldjursart som först beskrevs av Briggs 1928.  Candelabrum australe ingår i släktet Candelabrum och familjen Candelabridae. Inga underarter finns listade i Catalogue of Life.